# Franz Josef Heigl (Jurist)
Franz Josef Heigl (* 24. April 1943 in Moosburg an der Isar) ist ein deutscher Jurist. Er war von 2003 bis 2010 Präsident des Sächsischen Rechnungshofes.

## Leben

### Ausbildung
Nach dem Besuch der Volksschule führte Heigl seine Schulbildung am Humanistischen Hans-Carossa-Gymnasium in Landshut fort, wo er sein Abitur ablegte. Nach Ableisten seines Wehrdienstes studierte er ab 1966 zunächst Klassische Philologie und Geschichte, wechselte dann aber in das Fachgebiet Rechtswissenschaften an den Universitäten München und Regensburg, wo er von 1966 bis 1971 studierte.
Nach seinem ersten juristischen Staatsexamen im Jahr 1971 leistete er seine Referendarzeit von 1974 bis 1976 in München und war nebenbei in einer Anwaltskanzlei tätig. Sein zweites juristisches Staatsexamen legte er 1976 ab. 

### Laufbahn
Er war anschließend zunächst als juristischer Staatsbeamter/Referent in der Landesversicherungsanstalt Niederbayern/Oberpfalz tätig. 
1980 wurde er zum Richter am Sozialgericht Landshut, 1990 folgte die Ernennung zum Richter am Bayerischen Landessozialgericht. 1992 übernahm er das Amt des Vizepräsidenten des Sozialgerichts Landshut, wurde dann aber 1994 an das Sozialgericht Leipzig abgeordnet. Im folgenden Jahr wurde er zum Vorsitzenden Richter am Sächsischen Landessozialgericht in Chemnitz ernannt. Anschließend war er von 1996 bis 1998 als Direktor und von 1998 bis 2003 als Präsident des Sozialgerichtes Leipzig tätig. 
Auf Vorschlag der SPD Sachsen wurde er 2003 vom Sächsischen Landtag zum Präsidenten des Sächsischen Rechnungshofes gewählt. Dieses Amt hatte er vom 1. April 2003 bis zu seinem altersbedingten Eintritt in den Ruhestand am 30. April 2010 und der dadurch notwendig gewordenen Neuwahl eines Präsidenten am selben Tag inne. Zu seinem Nachfolger wurde sein bisheriger Stellvertreter Karl-Heinz Binus gewählt.